# Runy wiązane

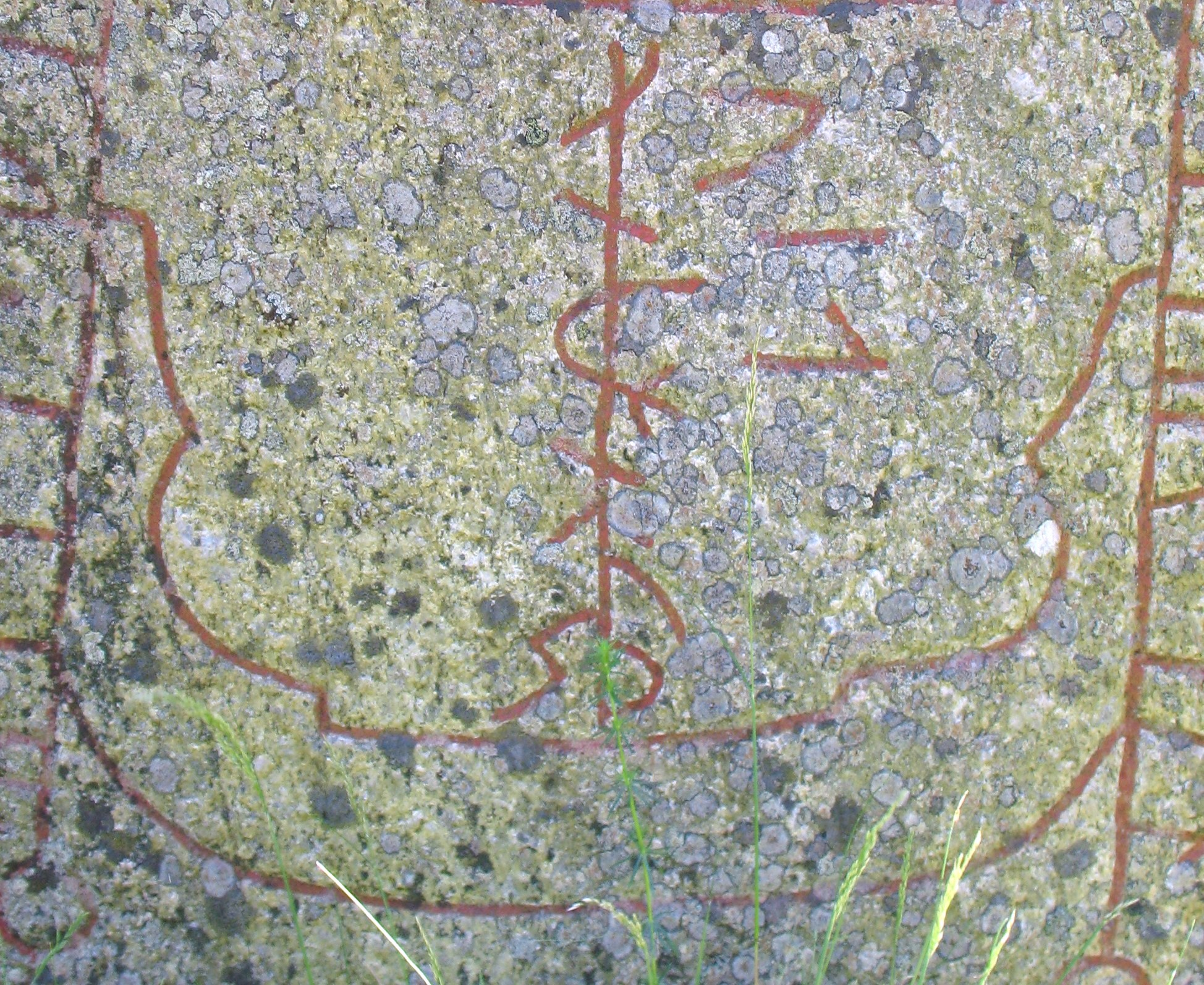
Kamień runiczny z Ärsta z przedstawieniem statku, którego maszt tworzy pień dla run wiązanych þ=r=u=t=a=R= =þ=i=a=k=n

Runy wiązane (binderunor) – w piśmie runicznym ligatura utworzona poprzez połączenie dwóch lub więcej run za pomocą wspólnego pnia.
Runy wiązane występowały zarówno w fuþarku starszym jak i fuþarku młodszym. W transliteracji oddaje się je za pomocą daszka (np. e͡r, h͡a) lub znaku równości (np. e=k, a=R).

## Galeria

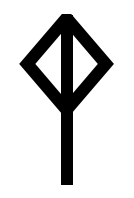
Ligatura run isaz (I) i ingwaz (ᛜ)
Potrojona runa tiwaz
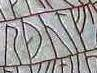
Ligatura run ᛅ i ᚦ na kamieniu z Rök
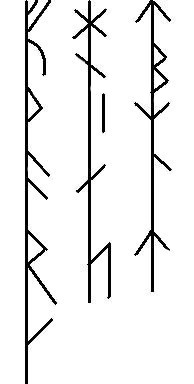
Przykład run wiązanych